# Завади (Ловицький повіт)
Завади (пол. Zawady) — село в Польщі, у гміні Лович Ловицького повіту Лодзинського воєводства.
Населення — 308 осіб (2011).
У 1975-1998 роках село належало до Скерневицького воєводства.

## Демографія
Демографічна структура станом на 31 березня 2011 року:
|          | Загалом | Допрацездатний вік | Працездатний вік | Постпрацездатний вік |
| -------- | ------- | ------------------ | ---------------- | -------------------- |
| Чоловіки | 154     | 30                 | 107              | 17                   |
| Жінки    | 154     | 32                 | 84               | 38                   |
| Разом    | 308     | 62                 | 191              | 55                   |